# Betty Bronson
Elizabeth "Betty" Ada Bronson (Trenton, 17 de novembro de 1906 — Pasadena, 19 de outubro de 1971) foi uma atriz norte-americana da fase do cinema mudo.
Seu mais conhecido trabalho foi, aos dezessete anos, no papel principal do filme Peter Pan. O autor do livro, J. M. Barrie escolheu-a pessoalmente para trabalhar na obra, que foi lançada em 1924.

## Carreira cinematográfica
Bronson começou sua carreira no cinema aos 16 anos, com um pequeno papel em Anna Ascends. Aos 17, ela foi entrevistada por JM Barri, autor de Peter Pan. Embora o papel tivesse sido procurado por atrizes consagradas como Gloria Swanson e Mary Pickford, Barrie escolheu pessoalmente Bronson para interpretar o papel principal na adaptação cinematográfica de sua obra, que foi lançada em 1924. Ela apareceu ao lado das atrizes Mary Brian (Wendy Darling) e Esther Ralston (Sra. Darling), ambas as quais permaneceram amigas por toda a vida.
Bronson teve um papel importante, o de Maria, mãe de Jesus, na adaptação para o cinema mudo de 1925 de Ben-Hur. Em 1925, ela estrelou outra história de Barrie, Um Beijo para Cinderela, um filme artisticamente feito que falhou nas bilheterias. Ela fez uma transição bem-sucedida para filmes sonoros com The Singing Fool (1928), co-estrelado por Al Jolson. Ela apareceu na sequência, Sonny Boy , com Davey Lee em 1929. Ela foi a protagonista ao lado de Jack Benny no drama romântico The Medicine Man (1930).
Bronson continuou atuando até 1933, quando se casou com Ludwig Lauerhass, "um abastado norte-carolinense", com quem teve um filho, Ludwig Lauerhass Jr. Ela não apareceu em filmes novamente até Yodelin 'Kid from Pine Ridge (1937), estrelado por Gene Autry . Na década de 1960, ela apareceu em episódios de televisão e filmes. Seu último papel foi um papel não creditado no filme biográfico para a televisão Evel Knievel (1971).

## Filmografia
| Filme     | Filme                                  | Filme                  | Filme                                             |
| Ano       | Filme                                  | Função                 | Notas                                             |
| --------- | -------------------------------------- | ---------------------- | ------------------------------------------------- |
| 1922      | Anna Ascends                           | Bit part               | Filme perdido, sem créditos                       |
| 1923      | Java Head                              | Janet Ammidon          | Filme perdido                                     |
| 1923      | The Go-Getter                          | Bit part               | Filme perdido, sem créditos                       |
| 1923      | His Children's Children                | Minor Role             | Filme perdido, sem créditos                       |
| 1923      | The Eternal City                       | Page                   | Não creditado, incompleto                         |
| 1923      | Twenty-One                             |                        | Incompleto                                        |
| 1924      | Peter Pan                              | Peter Pan              |                                                   |
| 1925      | Are Parents People?                    | Lita Hazlitt           |                                                   |
| 1925      | Not So Long Ago                        | Betty Dover            | Filme perdido                                     |
| 1925      | The Golden Princess                    | Betty Kent             | Filme perdido                                     |
| 1925      | A Kiss for Cinderella                  | Cinderella (Jane)      |                                                   |
| 1925      | Ben-Hur: A Tale of the Christ          | Mary                   | Título alternativo: Ben-Hur                       |
| 1926      | The Cat's Pajamas                      | Sally Winton           | Filme perdido                                     |
| 1926      | Paradise                               | Chrissie               | Filme perdido                                     |
| 1926      | Everybody's Acting                     | Doris Poole            | Filme perdido                                     |
| 1927      | Paradise for Two                       | Sally Lane             | Filme perdido                                     |
| 1927      | Ritzy                                  | Ritzy Brown            | Filme perdido                                     |
| 1927      | Open Range                             | Lucy Blake             | Filme perdido                                     |
| 1927      | Brass Knuckles                         | June Curry             |                                                   |
| 1928      | The Singing Fool                       | Grace                  |                                                   |
| 1928      | Companionate Marriage                  | Sally Williams         | Título alternativo: The Jazz Bride, Filme perdido |
| 1929      | The Bellamy Trial                      | Reporter               | Incompleto                                        |
| 1929      | Sonny Boy                              | Aunt Winigred Canfield |                                                   |
| 1929      | One Stolen Night                       | Jeanne                 | Filme perdido                                     |
| 1929      | A Modern Sappho                        |                        |                                                   |
| 1929      | The Locked Door                        | Helen Reagan           |                                                   |
| 1930      | The Medicine Man                       | Mamie Goltz            |                                                   |
| 1931      | Lover Come Back                        | Vivian March           |                                                   |
| 1932      | Midnight Patrol                        | Ellen Gray             |                                                   |
| 1937      | Yodelin' Kid from Pine Ridge           | Milly Baynum           | Título alternativo: The Hero from Pine Ridge      |
| 1961      | Pocketful of Miracles                  | Mayor's wife           | Não creditado                                     |
| 1962      | Who's Got the Action?                  | Mrs. Boatwright        | Não creditado                                     |
| 1964      | The Naked Kiss                         | Miss Josephine         | Título alternativo: The Iron Kiss                 |
| 1968      | Blackbeard's Ghost                     | Old Lady #1            |                                                   |
| 1971      | Evel Knievel                           | Sorority House Mother  | Não creditado, (papel final no filme)             |
| Televisão |                                        |                        |                                                   |
| Ano       | Filme                                  | Função                 | Notas                                             |
| 1960      | My Three Sons                          | Mrs. Butler            | 1 episodio                                        |
| 1964      | Bob Hope Presents the Chrysler Theatre |                        | 1 episodio                                        |
| 1964      | Grindl                                 | Mrs. Cooper            | 1 episodio                                        |
| 1965      | Run for Your Life                      | Alma Sloan             | 1 episodio                                        |